# Grand Prix Holandii 1966

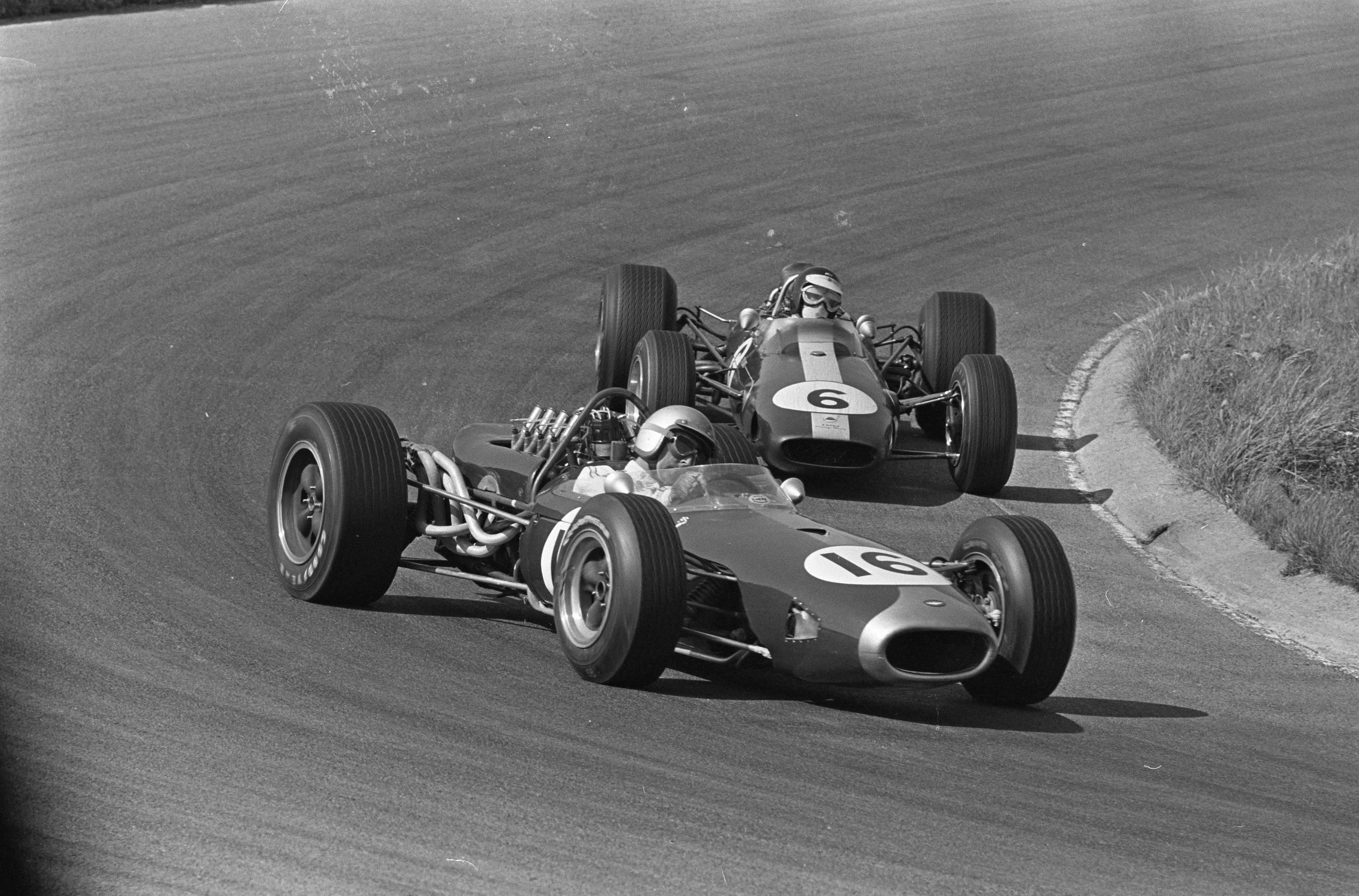
Jack Brabham i Jim Clark podczas Grand Prix Holandii 1966

Grand Prix Holandii 1966 (oryg. Grote Prijs van Nederland) – 5. runda Mistrzostw Świata Formuły 1 w sezonie 1966, która odbyła się 24 lipca 1966, po raz 12. na torze Zandvoort.
14. Grand Prix Holandii, 12. zaliczane do Mistrzostw Świata Formuły 1.

## Klasyfikacja
| Legenda oznaczeń w tabelach wyników Wyświetl szablon na nowej stronie | Legenda oznaczeń w tabelach wyników Wyświetl szablon na nowej stronie                                                                     |
| Oznaczenie                                                            | Wyjaśnienie |
| --------------------------------------------------------------------- | --- |
| Złoty                                                                 | Zwycięzca lub mistrzostwo |
| Srebrny                                                               | 2. miejsce lub wicemistrzostwo |
| Brązowy                                                               | 3. miejsce lub II wicemistrzostwo |
| Zielony                                                               | Ukończył, punktował (w klasyfikacji generalnej, gdy zdobył co najmniej jeden punkt na przestrzeni sezonu, poza trzema powyższymi opcjami) |
| Niebieski                                                             | Ukończył, nie punktował (w klasyfikacji generalnej, gdy nie zdobył co najmniej jednego punktu na przestrzeni sezonu)                      |
| Czerwony                                                              | Nie zakwalifikował się (NZ) |
| Czerwony                                                              | Nie prekwalifikował się (NPK) |
| Różowy                                                                | Nie ukończył (NU) |
| Różowy                                                                | Niesklasyfikowany (NS) (w klasyfikacji generalnej, gdy nie został sklasyfikowany w żadnym wyścigu sezonu)                                 |
| Czarny                                                                | Zdyskwalifikowany (DK) |
| Czarny                                                                | Wykluczony (WYK/EX) |
| Biały                                                                 | Nie wystartował (NW) |
| Biały                                                                 | Kontuzjowany (K/INJ) |
| Biały                                                                 | Wyścig odwołany (OD/C) |
| Bez koloru                                                            | Został wycofany (WYC/WD) |
| Bez koloru                                                            | Nie przybył (NP/DNA) |
| Bez koloru                                                            | Nie brał udziału w treningach (NT/DNP) |
| Bez koloru                                                            | Nie został zgłoszony (–) |
| Pogrubienie                                                           | Start z pole position |
| Kursywa                                                               | Najszybsze okrążenie wyścigu |
| †                                                                     | Nie ukończył, ale jego rezultat został zaliczony ze względu na przejechanie więcej niż 90% dystansu wyścigu.                              |
| *                                                                     | Sezon w trakcie |
| 1/2/3                                                                 | Punktowana pozycja w sprincie kwalifikacyjnym                                                                                             |
| Lista systemów punktacji Formuły 1                                    | |

| Poz | Nr                                                     | Kierowca        | konstruktor     | Okrążenie | Czas/Powód n.u   | Poz. start. | Punkty |
| --- | ------------------------------------------------------ | --------------- | --------------- | --------- | ---------------- | ----------- | ------ |
| 1   | 16                                                     | Jack Brabham    | Brabham-Repco   | 90        | 2:20:32.5        | 1           | 9      |
| 2   | 12                                                     | Graham Hill     | BRM             | 89        | + 1 okr.         | 7           | 6      |
| 3   | 6                                                      | Jim Clark       | Lotus-Climax    | 88        | + 2 okr.         | 3           | 4      |
| 4   | 14                                                     | Jackie Stewart  | BRM             | 88        | + 2 okr.         | 8           | 3      |
| 5   | 32                                                     | Mike Spence     | Lotus-BRM       | 87        | + 3 okr.         | 12          | 2      |
| 6   | 2                                                      | Lorenzo Bandini | Ferrari         | 87        | + 3 okr./poślizg | 9           | 1      |
| 7   | 30                                                     | Jo Bonnier      | Cooper-Maserati | 84        | + 6 okr.         | 13          |        |
| 8   | 38                                                     | John Taylor     | Brabham-BRM     | 84        | + 6 okr.         | 17          |        |
| 9   | 36                                                     | Guy Ligier      | Cooper-Maserati | 84        | + 6 okr.         | 16          |        |
|     | Niesklasyfikowani                                      |                 |                 |           |                  |             |        |
| NS  | 28                                                     | Jo Siffert      | Cooper-Maserati | 79        | Engine           | 11          |        |
| NS  | 34                                                     | Bob Anderson    | Brabham-Climax  | 73        | Suspension       | 14          |        |
| NS  | 24                                                     | John Surtees    | Cooper-Maserati | 44        | Electrical       | 10          |        |
| NS  | 18                                                     | Denny Hulme     | Brabham-Repco   | 37        | Ignition         | 2           |        |
| NS  | 8                                                      | Peter Arundell  | Lotus-BRM       | 28        | Ignition         | 15          |        |
| NS  | 10                                                     | Dan Gurney      | Eagle-Climax    | 26        | Oil Leak         | 4           |        |
| NS  | 4                                                      | Mike Parkes     | Ferrari         | 10        | Accident         | 5           |        |
| NS  | 26                                                     | Jochen Rindt    | Cooper-Maserati | 2         | Accident         | 6           |        |
|     | Nie wystartowali / nie dopuszczeni do ponownego startu |                 |                 |           |                  |             |        |
| NW  | 26                                                     | Bruce McLaren   | McLaren         | 0         | silnik           | -           |        |